# Kaj Nätri
Kaj Natri (1947. december 13. –) finn nemzetközi labdarúgó-játékvezető.

## Pályafutása

### Nemzeti játékvezetés
1981-ben lett az I. Liga játékvezetője. Az aktív nemzeti játékvezetéstől 1994-ben vonult vissza.

### Nemzetközi játékvezetés
A Finn labdarúgó-szövetség Játékvezető Bizottsága (JB) terjesztette fel nemzetközi játékvezetőnek, a Nemzetközi Labdarúgó-szövetség (FIFA) 1983-tól tartotta nyilván bírói keretében. Több nemzetek közötti válogatott és klubmérkőzést vezetett, vagy működő társának partbíróként segített. A finn nemzetközi játékvezetők rangsorában, a világbajnokság-Európa-bajnokság sorrendjében többedmagával a 7. helyet foglalja el 3 találkozó szolgálatával. Az aktív nemzetközi játékvezetéstől 1993-ban búcsúzott. Válogatott mérkőzéseinek száma: 7.

#### Európa-bajnokság

##### U21-es labdarúgó-Európa-bajnokság
Nem volt házigazdája a 7., az 1990-es U21-es labdarúgó-Európa-bajnokságnak, ahol az UEFA JB bíróként alkalmazta.
| Időpont           | Helyszín                    | Mérkőzés típusa                   | Mérkőzés                | Eredmény |
| ----------------- | --------------------------- | --------------------------------- | ----------------------- | -------- |
| 1990. március 14. | Városi Stadion, Szimferopol | egyik negyeddöntő (első mérkőzés) | Szovjetunió–Németország | 1 : 1    |

---
Az európai-labdarúgó torna döntőjéhez vezető úton Franciaországba a VII., az 1984-es labdarúgó-Európa-bajnokságra, Német Szövetségi Köztársaságba a VIII., az 1988-as labdarúgó-Európa-bajnokságra valamint Svédországba a IX., az 1992-es labdarúgó-Európa-bajnokságra az UEFA JB játékvezetőként foglalkoztatta.

##### 1984-es labdarúgó-Európa-bajnokság

###### Selejtező mérkőzés
| Időpont           | Helyszín                         | Mérkőzés típusa           | Mérkőzés        | Eredmény | Nézők száma |
| ----------------- | -------------------------------- | ------------------------- | --------------- | -------- | ----------- |
| 1983. október 12. | Idrætsparken Stadion, Koppenhága | előselejtező (3. csoport) | Dánia–Luxemburg | 6 : 0    | 44 700      |

##### 1988-as labdarúgó-Európa-bajnokság

###### Selejtező mérkőzés
| Időpont           | Helyszín                     | Mérkőzés típusa           | Mérkőzés         | Eredmény | Nézők száma |
| ----------------- | ---------------------------- | ------------------------- | ---------------- | -------- | ----------- |
| 1967. október 28. | Nya Ullevi Stadion, Göteborg | előselejtező (2. csoport) | Svédország–Málta | 1 : 0    | 16 165      |

##### 1992-es labdarúgó-Európa-bajnokság

###### Selejtező mérkőzés
| Időpont        | Helyszín               | Mérkőzés típusa           | Mérkőzés        | Eredmény | Nézők száma |
| -------------- | ---------------------- | ------------------------- | --------------- | -------- | ----------- |
| 1991. május 1. | Ullevaal Stadion, Oslo | előselejtező (3. csoport) | Norvégia–Ciprus | 3 : 0    | 7 800       |

## Sportvezetőként
Az aktív pályafutását befejezve a nemzeti bajnokságban, illetve FIFA/UEFA JB ellenőrként szolgálja a labdarúgást,

## Magyar vonatkozás
| Időpont         | Helyszín                   | Mérkőzés típusa          | Mérkőzés                | Eredmény | Nézők száma |
| --------------- | -------------------------- | ------------------------ | ----------------------- | -------- | ----------- |
| 1992. május 27. | Råsunda Stadion, Stockholm | 664. barátságos mérkőzés | Svédország–Magyarország | 2 : 1    | 6 000       |